# Mistrzostwa Europy w Boksie 1961
XIV Mistrzostwa Europy w Boksie (mężczyzn) odbyły się w dniach 3–10 czerwca 1961 w Belgradzie. Startowało 146 uczestników z 21 państw, w tym dziesięciu reprezentantów Polski.

## Medaliści

### Waga musza
| Złoto              | Srebro                  | Brąz                                         |
| ------------------ | ----------------------- | -------------------------------------------- |
| Paolo Vacca Włochy | Władimir Stolnikow ZSRR | Fritz Chervet Szwajcaria · Otto Babiasch NRD |

### Waga kogucia
| Złoto               | Srebro              | Brąz                                          |
| ------------------- | ------------------- | --------------------------------------------- |
| Siergiej Siwko ZSRR | Piotr Gutman Polska | Nicolae Puiu Rumunia · Primo Zamparini Włochy |

### Waga piórkowa
| Złoto                 | Srebro                 | Brąz                                            |
| --------------------- | ---------------------- | ----------------------------------------------- |
| Francis Taylor Anglia | Aleksiej Zasuchin ZSRR | Constantin Gheorghiu Rumunia · Heinz Schulz NRD |

### Waga lekka
| Złoto                     | Srebro                   | Brąz                                    |
| ------------------------- | ------------------------ | --------------------------------------- |
| Richard McTaggart Szkocja | Petar Benedek Jugosławia | Paul Warwick Anglia · János Kajdi Węgry |

### Waga lekkopółśrednia
| Złoto              | Srebro                     | Brąz                                              |
| ------------------ | -------------------------- | ------------------------------------------------- |
| Aloizs Tumiņš ZSRR | Ljubiša Mehović Jugosławia | Marian Kasprzyk Polska · Pierre Cosentino Francja |

### Waga półśrednia
| Złoto                 | Srebro               | Brąz                                         |
| --------------------- | -------------------- | -------------------------------------------- |
| Ričardas Tamulis ZSRR | Max Meier Szwajcaria | Ian McKenzie Szkocja · Jean Josselin Francja |

### Waga lekkośrednia
| Złoto              | Srebro                 | Brąz                                      |
| ------------------ | ---------------------- | ----------------------------------------- |
| Boris Łagutin ZSRR | Hans-Dieter Neidel NRD | Erich Schichta RFN · Virgil Badea Rumunia |

### Waga średnia
| Złoto                  | Srebro                   | Brąz                                                       |
| ---------------------- | ------------------------ | ---------------------------------------------------------- |
| Tadeusz Walasek Polska | Jewgienij Fieofanow ZSRR | Franz Frauenlob Austria · Dragoslav Jakovljević Jugosławia |

### Waga półciężka
| Złoto                 | Srebro                  | Brąz                                            |
| --------------------- | ----------------------- | ----------------------------------------------- |
| Giulio Saraudi Włochy | Gheorghe Negrea Rumunia | Zdzisław Józefowicz Polska · Jack Bodell Anglia |

### Waga ciężka
| Złoto                | Srebro              | Brąz                                             |
| -------------------- | ------------------- | ------------------------------------------------ |
| Andriej Abramow ZSRR | Benito Penna Włochy | Zbigniew Gugniewicz Polska · Günter Siegmund NRD |

## Występy Polaków
- Zbigniew Olech (waga musza) wygrał w eliminacjach z Andrew Youngiem (Szkocja), a w ćwierćfinale przegrał z Ottonem Babiaschem (NRD)
- Piotr Gutman (waga kogucia) wygrał w eliminacjach z Eddym Traceyem (Irlandia), w ćwierćfinale z Peterem Benneyworthem (Anglia), w półfinale z Nicolae Puiu (Rumunia), a w finale przegrał w Siergiejem Siwko (ZSRR) zdobywając srebrny medal
- Jarosław Kulesza (waga piórkowa) przegrał pierwszą walkę w ćwierćfinale z Aleksiejem Zasuchinem (ZSRR)
- Jan Szczepański (waga lekka) przegrał pierwszą walkę w eliminacjach z Gennadijem Kakoszkinem (ZSRR)
- Marian Kasprzyk (waga lekkopółśrednia) wygrał w eliminacjach z Rupertem Königiem (Austria), w ćwierćfinale z Gerhardem Dieterem (RFN), a w półfinale przegrał z Aloizsem Tumiņšem (ZSRR) zdobywając brązowy medal
- Józef Knut (waga półśrednia) wygrał w eliminacjach z Sziszimanem Micewem (Bułgaria) i przegrał z Ričardasem Tamulisem (ZSRR)
- Hubert Kucznierz (waga lekkośrednia) przegrał pierwszą walkę w eliminacjach z Robertem Keddie (Szkocja)
- Tadeusz Walasek (waga średnia) wygrał w eliminacjach z Luigim Baseotto (Włochy), w ćwierćfinale z Wasylem Paparizowem (Bułgaria), w półfinale z Dragoslavem Jakovljeviciem (Jugosławia) i w finale z Jewgienijem Fieofanowem (ZSRR) zdobywając złoty medal
- Zdzisław Józefowicz (waga półciężka) wygrał w eliminacjach z Danielem van Leischoutem (Holandia), w ćwierćfinale z Milivoje Milivojeviciem (Jugosławia), a w półfinale przegrał z Giulio Saraudim (Włochy) zdobywając brązowy medal
- Zbigniew Gugniewicz (waga ciężka) wygrał w ćwierćfinale z Emilem Svarickiem (Austria), a w półfinale przegrał w Andriejem Abramowem (ZSRR) zdobywając brązowy medal